# Менса (Крёз)
Менса́ (фр. Mainsat, окс. Mançac) — коммуна во Франции, находится в регионе Лимузен. Департамент коммуны — Крёз. Входит в состав кантона Бельгард-ан-Марш. Округ коммуны — Обюссон.
Код INSEE коммуны — 23116.

## Население
Население коммуны на 2010 год составляло 610 человек.
| 1962 | 1968 | 1975 | 1982 | 1990 | 1999 | 2010 |
| ---- | ---- | ---- | ---- | ---- | ---- | ---- |
| 945  | 820  | 743  | 752  | 748  | 682  | 610  |

## Экономика
В 2010 году среди 333 человек трудоспособного возраста (15—64 лет) 235 были экономически активными, 98 — неактивными (показатель активности — 70,6 %, в 1999 году было 66,9 %). Из 235 активных жителей работали 207 человек (111 мужчин и 96 женщин), безработных было 28 (17 мужчин и 11 женщин). Среди 98 неактивных 11 человек были учениками или студентами, 50 — пенсионерами, 37 были неактивными по другим причинам.